# Cabo Frio (stad)
Cabo Frio är en turiststad och kommun i sydöstra Brasilien och ligger i delstaten Rio de Janeiro. Staden är uppkallad efter ön och udden med samma namn, som dock är belägen i den sydligare kommunen Arraial do Cabo. Befolkningen i centralorten uppgår till cirka 140 000 invånare.

## Administrativ indelning
Kommunen var år 2010 indelad i två distrikt:
- Cabo Frio
- Tamoios

## Demografi
| Område              | Areal (km²)   | Invånarantal 1 augusti 2000 | Invånarantal 1 augusti 2010 | Invånarantal 1 juli 2014 |
| ------------------- | ------------- | --------------------------- | --------------------------- | ------------------------ |
| Kommun              | 410,42        | 126 828                     | 186 227                     | 204 486                  |
| Urban befolkning    | Ingen uppgift | 106 237                     | 140 486                     | Ingen uppgift            |
| ...varav centralort | Ingen uppgift | 105 591                     | 140 269                     | Ingen uppgift            |